# Trimpont
Le Trimpont est un ruisseau de Belgique coulant en province de Hainaut, affluent de la Dendre, donc sous-affluent de l'Escaut.

## Géographie
La longueur de son cours d'eau est de 13 km.
Il prend sa source au lieu-dit « La Folie » sur le territoire de la commune d'Œudeghien, à une altitude de 70 m.
Il poursuit sa route vers Ostiches et le hameau dit « Perquiesse », il arrive enfin au sud du village de Papignies, passe sous le « Pont des Flamands », reçoit ensuite les eaux du rieu des Pauvres pour aller se jeter dans la Dendre au lieu-dit « Moulin ».